# Jak-30 (1948)
Jak-30 (ros. Як-30) – radziecki, prototypowy samolot myśliwski zaprojektowany w biurze konstrukcyjnym Jakowlewa. Maszyna była pierwszą latającą konstrukcją Jakowlewa, na której w praktyce przetestowano skośne skrzydła. Myśliwiec nie został skierowany do produkcji seryjnej, w oczach decydentów większe uznanie zyskał MiG-15.

## Historia

### Geneza
W drugiej połowie lat 40. XX wieku radzieckie biura projektowe zaangażowane w budowę samolotów myśliwskich intensywnie pracowały nad stworzeniem maszyny przystosowanej do napędu silnikiem odrzutowym. Opóźnienie w dostępie do technologii budowy i eksploatacji tego typu jednostek napędowych udało się nadrobić dopiero po zakończeniu II wojny światowej i zdobyciu poniemieckich silników odrzutowych Junkers Jumo 004 i BMW-003, wyników prac niemieckich konstruktorów oraz pozyskaniem wielu z nich do pracy na rzecz radzieckiego przemysłu. Wśród biur konstrukcyjnych pracujących nad samolotami z napędem odrzutowym pionierskim osiągnięciem było wprowadzenie do linii pierwszej seryjnie produkowanej w Związku Radzieckim maszyny z tego typu napędem, jakim był Jak-15. Zdawano sobie jednak sprawę, że oparcie się o jednostki napędowe, będące kopiami niemieckich silników, Klimow RD-10 (kopii Junkersa Jumo 004) i RD-20 (kopii BMW-003) jest jedynie stanem przejściowym z powodu ich niewielkiego ciągu. Dopiero pozyskanie brytyjskiego silnika turboodrzutowego Rolls-Royce Derwent V i jego kopii oznaczonej jako Klimow RD-500 pozwoliło na rozpoczęcie prac nad bardziej perspektywicznymi konstrukcjami. Opierając się na silniku RD-500 biuro Jakowlewa przygotowało dwa projekty: Jak-23 w przetestowanym na Jak-15 i Jak-17 układzie redanowym oraz Jak-25 w nowym układzie konstrukcyjnym, który obecnie nazywany jest klasycznym, z wlotem powietrza z przodu kadłuba, kabiną pilota tuż za nim i z silnikiem w tylnej części kadłuba. Nie mając doświadczenia ze skośnymi skrzydłami, Jakowlew zastosował skrzydła proste o cienkim, laminarnym profilu zapewniającym większą manewrowość. Niestety dla samolotu, decydenci większy nacisk położyli na prędkość, a ta była większa w samolotach konkurencji Ła-15 i MiG-15, w których zastosowano skrzydła skośne.

### Projekt
Opierając się na konstrukcji Jaka-25, biuro Jakowlewa w nowym projekcie oznaczonym jako Jak-30 zastosowało skrzydła skośne, o skosie wynoszącym 35°. Bez zmian pozostawiono układ, w którym wlot powietrza do kadłuba o okrągłym przekroju znajdował się w dziobie maszyny, a za kabiną pilota umieszczono silnik. Gotowy prototyp oblatano 4 września 1948 roku. Próby w locie samolotu trwały do 16 grudnia tego samego roku. W ich trakcie pilot doświadczalny Siergiej Anochin (Сергей Николаевич Анохин) pozytywnie ocenił uzyskane osiągi, jak i zdolności manewrowe myśliwca. Pod koniec 1948 roku ukończono drugi prototyp, na którym dokonano kilku modyfikacji. Zwiększono zapas paliwa i ilość przenoszonej amunicji do działek, wzmocniono skrzydła, a na kadłubie zainstalowano hamulce aerodynamiczne. Od stycznia do maja 1949 roku w Saki na Krymie przeprowadzano badania w locie drugiej maszyny. W ich trakcie uzyskano prędkość maksymalną 1025 km/h i zasięg 1950 km. W owym czasie biuro Jakowlewa dysponowało już kolejnymi projektami, dającymi większe możliwości rozwoju wobec czego zrezygnowano z dalszych prac nad Jakiem-30.